# Opharus rudis
Opharus rudis là một loài bướm đêm thuộc phân họ Arctiinae, họ Erebidae.